# Lasker - Bauer (Amsterdam, 1889)
La partida d'escacs entre Emanuel Lasker i Johann Bauer jugada a Amsterdam el 1889 és una de les més famoses de tots els temps, degut al sacrifici que en Lasker va fer d'ambdós alfils per eliminar la protecció de peons del rei rival i guanyar material.
El mateix esquema de sacrifici d'aquesta partida s'ha vist posteriorment en altres partides posteriors, com ara Nimzowitsch-Tarrasch, St. Petersburg 1914; Miles-Browne, Lucerna 1982; i Polgar-Kàrpov, VII Essent 2003.

## Context
La partida es va jugar tot just al començament de la carrera de Lasker a la primera ronda del torneig d'Amsterdam de 1889, el primer torneig tancat d'elit en què Lasker va participar. En Lasker hi finalitzà en segon lloc, amb una puntuació de 6/8, un punt per sota del campió Amos Burn i superant James Mason i Isidor Gunsberg, entre d'altres. En Bauer acabà sisè dels nou participants, amb una puntuació de 3½/8.
És interessant que un sacrifici similar va passar també a la partida Burn-Owen, 1884, però en aquest cas el sacrifici no era correcte, i John Owen, qui el va realitzar, va perdre la partida. De tota manera, podria haver inspirat en Lasker.

## La partida
|   | a | b | c | d | e | f | g | h |   |
| 8 | a8 negres torre · f8 negres torre · g8 negres rei · b7 negres alfil · e7 negres alfil · f7 negres peó · g7 negres peó · h7 negres peó · a6 negres peó · b6 negres peó · c6 negres dama · e6 negres peó · c5 negres peó · d5 negres peó · e5 blanques alfil · h5 negres cavall · f4 blanques peó · b3 blanques peó · d3 blanques alfil · e3 blanques peó · a2 blanques peó · c2 blanques peó · d2 blanques peó · e2 blanques dama · g2 blanques peó · h2 blanques peó · a1 blanques torre · f1 blanques torre · g1 blanques rei | a8 negres torre · f8 negres torre · g8 negres rei · b7 negres alfil · e7 negres alfil · f7 negres peó · g7 negres peó · h7 negres peó · a6 negres peó · b6 negres peó · c6 negres dama · e6 negres peó · c5 negres peó · d5 negres peó · e5 blanques alfil · h5 negres cavall · f4 blanques peó · b3 blanques peó · d3 blanques alfil · e3 blanques peó · a2 blanques peó · c2 blanques peó · d2 blanques peó · e2 blanques dama · g2 blanques peó · h2 blanques peó · a1 blanques torre · f1 blanques torre · g1 blanques rei | a8 negres torre · f8 negres torre · g8 negres rei · b7 negres alfil · e7 negres alfil · f7 negres peó · g7 negres peó · h7 negres peó · a6 negres peó · b6 negres peó · c6 negres dama · e6 negres peó · c5 negres peó · d5 negres peó · e5 blanques alfil · h5 negres cavall · f4 blanques peó · b3 blanques peó · d3 blanques alfil · e3 blanques peó · a2 blanques peó · c2 blanques peó · d2 blanques peó · e2 blanques dama · g2 blanques peó · h2 blanques peó · a1 blanques torre · f1 blanques torre · g1 blanques rei | a8 negres torre · f8 negres torre · g8 negres rei · b7 negres alfil · e7 negres alfil · f7 negres peó · g7 negres peó · h7 negres peó · a6 negres peó · b6 negres peó · c6 negres dama · e6 negres peó · c5 negres peó · d5 negres peó · e5 blanques alfil · h5 negres cavall · f4 blanques peó · b3 blanques peó · d3 blanques alfil · e3 blanques peó · a2 blanques peó · c2 blanques peó · d2 blanques peó · e2 blanques dama · g2 blanques peó · h2 blanques peó · a1 blanques torre · f1 blanques torre · g1 blanques rei | a8 negres torre · f8 negres torre · g8 negres rei · b7 negres alfil · e7 negres alfil · f7 negres peó · g7 negres peó · h7 negres peó · a6 negres peó · b6 negres peó · c6 negres dama · e6 negres peó · c5 negres peó · d5 negres peó · e5 blanques alfil · h5 negres cavall · f4 blanques peó · b3 blanques peó · d3 blanques alfil · e3 blanques peó · a2 blanques peó · c2 blanques peó · d2 blanques peó · e2 blanques dama · g2 blanques peó · h2 blanques peó · a1 blanques torre · f1 blanques torre · g1 blanques rei | a8 negres torre · f8 negres torre · g8 negres rei · b7 negres alfil · e7 negres alfil · f7 negres peó · g7 negres peó · h7 negres peó · a6 negres peó · b6 negres peó · c6 negres dama · e6 negres peó · c5 negres peó · d5 negres peó · e5 blanques alfil · h5 negres cavall · f4 blanques peó · b3 blanques peó · d3 blanques alfil · e3 blanques peó · a2 blanques peó · c2 blanques peó · d2 blanques peó · e2 blanques dama · g2 blanques peó · h2 blanques peó · a1 blanques torre · f1 blanques torre · g1 blanques rei | a8 negres torre · f8 negres torre · g8 negres rei · b7 negres alfil · e7 negres alfil · f7 negres peó · g7 negres peó · h7 negres peó · a6 negres peó · b6 negres peó · c6 negres dama · e6 negres peó · c5 negres peó · d5 negres peó · e5 blanques alfil · h5 negres cavall · f4 blanques peó · b3 blanques peó · d3 blanques alfil · e3 blanques peó · a2 blanques peó · c2 blanques peó · d2 blanques peó · e2 blanques dama · g2 blanques peó · h2 blanques peó · a1 blanques torre · f1 blanques torre · g1 blanques rei | a8 negres torre · f8 negres torre · g8 negres rei · b7 negres alfil · e7 negres alfil · f7 negres peó · g7 negres peó · h7 negres peó · a6 negres peó · b6 negres peó · c6 negres dama · e6 negres peó · c5 negres peó · d5 negres peó · e5 blanques alfil · h5 negres cavall · f4 blanques peó · b3 blanques peó · d3 blanques alfil · e3 blanques peó · a2 blanques peó · c2 blanques peó · d2 blanques peó · e2 blanques dama · g2 blanques peó · h2 blanques peó · a1 blanques torre · f1 blanques torre · g1 blanques rei | 8 |
| 7 | a8 negres torre · f8 negres torre · g8 negres rei · b7 negres alfil · e7 negres alfil · f7 negres peó · g7 negres peó · h7 negres peó · a6 negres peó · b6 negres peó · c6 negres dama · e6 negres peó · c5 negres peó · d5 negres peó · e5 blanques alfil · h5 negres cavall · f4 blanques peó · b3 blanques peó · d3 blanques alfil · e3 blanques peó · a2 blanques peó · c2 blanques peó · d2 blanques peó · e2 blanques dama · g2 blanques peó · h2 blanques peó · a1 blanques torre · f1 blanques torre · g1 blanques rei | a8 negres torre · f8 negres torre · g8 negres rei · b7 negres alfil · e7 negres alfil · f7 negres peó · g7 negres peó · h7 negres peó · a6 negres peó · b6 negres peó · c6 negres dama · e6 negres peó · c5 negres peó · d5 negres peó · e5 blanques alfil · h5 negres cavall · f4 blanques peó · b3 blanques peó · d3 blanques alfil · e3 blanques peó · a2 blanques peó · c2 blanques peó · d2 blanques peó · e2 blanques dama · g2 blanques peó · h2 blanques peó · a1 blanques torre · f1 blanques torre · g1 blanques rei | a8 negres torre · f8 negres torre · g8 negres rei · b7 negres alfil · e7 negres alfil · f7 negres peó · g7 negres peó · h7 negres peó · a6 negres peó · b6 negres peó · c6 negres dama · e6 negres peó · c5 negres peó · d5 negres peó · e5 blanques alfil · h5 negres cavall · f4 blanques peó · b3 blanques peó · d3 blanques alfil · e3 blanques peó · a2 blanques peó · c2 blanques peó · d2 blanques peó · e2 blanques dama · g2 blanques peó · h2 blanques peó · a1 blanques torre · f1 blanques torre · g1 blanques rei | a8 negres torre · f8 negres torre · g8 negres rei · b7 negres alfil · e7 negres alfil · f7 negres peó · g7 negres peó · h7 negres peó · a6 negres peó · b6 negres peó · c6 negres dama · e6 negres peó · c5 negres peó · d5 negres peó · e5 blanques alfil · h5 negres cavall · f4 blanques peó · b3 blanques peó · d3 blanques alfil · e3 blanques peó · a2 blanques peó · c2 blanques peó · d2 blanques peó · e2 blanques dama · g2 blanques peó · h2 blanques peó · a1 blanques torre · f1 blanques torre · g1 blanques rei | a8 negres torre · f8 negres torre · g8 negres rei · b7 negres alfil · e7 negres alfil · f7 negres peó · g7 negres peó · h7 negres peó · a6 negres peó · b6 negres peó · c6 negres dama · e6 negres peó · c5 negres peó · d5 negres peó · e5 blanques alfil · h5 negres cavall · f4 blanques peó · b3 blanques peó · d3 blanques alfil · e3 blanques peó · a2 blanques peó · c2 blanques peó · d2 blanques peó · e2 blanques dama · g2 blanques peó · h2 blanques peó · a1 blanques torre · f1 blanques torre · g1 blanques rei | a8 negres torre · f8 negres torre · g8 negres rei · b7 negres alfil · e7 negres alfil · f7 negres peó · g7 negres peó · h7 negres peó · a6 negres peó · b6 negres peó · c6 negres dama · e6 negres peó · c5 negres peó · d5 negres peó · e5 blanques alfil · h5 negres cavall · f4 blanques peó · b3 blanques peó · d3 blanques alfil · e3 blanques peó · a2 blanques peó · c2 blanques peó · d2 blanques peó · e2 blanques dama · g2 blanques peó · h2 blanques peó · a1 blanques torre · f1 blanques torre · g1 blanques rei | a8 negres torre · f8 negres torre · g8 negres rei · b7 negres alfil · e7 negres alfil · f7 negres peó · g7 negres peó · h7 negres peó · a6 negres peó · b6 negres peó · c6 negres dama · e6 negres peó · c5 negres peó · d5 negres peó · e5 blanques alfil · h5 negres cavall · f4 blanques peó · b3 blanques peó · d3 blanques alfil · e3 blanques peó · a2 blanques peó · c2 blanques peó · d2 blanques peó · e2 blanques dama · g2 blanques peó · h2 blanques peó · a1 blanques torre · f1 blanques torre · g1 blanques rei | a8 negres torre · f8 negres torre · g8 negres rei · b7 negres alfil · e7 negres alfil · f7 negres peó · g7 negres peó · h7 negres peó · a6 negres peó · b6 negres peó · c6 negres dama · e6 negres peó · c5 negres peó · d5 negres peó · e5 blanques alfil · h5 negres cavall · f4 blanques peó · b3 blanques peó · d3 blanques alfil · e3 blanques peó · a2 blanques peó · c2 blanques peó · d2 blanques peó · e2 blanques dama · g2 blanques peó · h2 blanques peó · a1 blanques torre · f1 blanques torre · g1 blanques rei | 7 |
| 6 | a8 negres torre · f8 negres torre · g8 negres rei · b7 negres alfil · e7 negres alfil · f7 negres peó · g7 negres peó · h7 negres peó · a6 negres peó · b6 negres peó · c6 negres dama · e6 negres peó · c5 negres peó · d5 negres peó · e5 blanques alfil · h5 negres cavall · f4 blanques peó · b3 blanques peó · d3 blanques alfil · e3 blanques peó · a2 blanques peó · c2 blanques peó · d2 blanques peó · e2 blanques dama · g2 blanques peó · h2 blanques peó · a1 blanques torre · f1 blanques torre · g1 blanques rei | a8 negres torre · f8 negres torre · g8 negres rei · b7 negres alfil · e7 negres alfil · f7 negres peó · g7 negres peó · h7 negres peó · a6 negres peó · b6 negres peó · c6 negres dama · e6 negres peó · c5 negres peó · d5 negres peó · e5 blanques alfil · h5 negres cavall · f4 blanques peó · b3 blanques peó · d3 blanques alfil · e3 blanques peó · a2 blanques peó · c2 blanques peó · d2 blanques peó · e2 blanques dama · g2 blanques peó · h2 blanques peó · a1 blanques torre · f1 blanques torre · g1 blanques rei | a8 negres torre · f8 negres torre · g8 negres rei · b7 negres alfil · e7 negres alfil · f7 negres peó · g7 negres peó · h7 negres peó · a6 negres peó · b6 negres peó · c6 negres dama · e6 negres peó · c5 negres peó · d5 negres peó · e5 blanques alfil · h5 negres cavall · f4 blanques peó · b3 blanques peó · d3 blanques alfil · e3 blanques peó · a2 blanques peó · c2 blanques peó · d2 blanques peó · e2 blanques dama · g2 blanques peó · h2 blanques peó · a1 blanques torre · f1 blanques torre · g1 blanques rei | a8 negres torre · f8 negres torre · g8 negres rei · b7 negres alfil · e7 negres alfil · f7 negres peó · g7 negres peó · h7 negres peó · a6 negres peó · b6 negres peó · c6 negres dama · e6 negres peó · c5 negres peó · d5 negres peó · e5 blanques alfil · h5 negres cavall · f4 blanques peó · b3 blanques peó · d3 blanques alfil · e3 blanques peó · a2 blanques peó · c2 blanques peó · d2 blanques peó · e2 blanques dama · g2 blanques peó · h2 blanques peó · a1 blanques torre · f1 blanques torre · g1 blanques rei | a8 negres torre · f8 negres torre · g8 negres rei · b7 negres alfil · e7 negres alfil · f7 negres peó · g7 negres peó · h7 negres peó · a6 negres peó · b6 negres peó · c6 negres dama · e6 negres peó · c5 negres peó · d5 negres peó · e5 blanques alfil · h5 negres cavall · f4 blanques peó · b3 blanques peó · d3 blanques alfil · e3 blanques peó · a2 blanques peó · c2 blanques peó · d2 blanques peó · e2 blanques dama · g2 blanques peó · h2 blanques peó · a1 blanques torre · f1 blanques torre · g1 blanques rei | a8 negres torre · f8 negres torre · g8 negres rei · b7 negres alfil · e7 negres alfil · f7 negres peó · g7 negres peó · h7 negres peó · a6 negres peó · b6 negres peó · c6 negres dama · e6 negres peó · c5 negres peó · d5 negres peó · e5 blanques alfil · h5 negres cavall · f4 blanques peó · b3 blanques peó · d3 blanques alfil · e3 blanques peó · a2 blanques peó · c2 blanques peó · d2 blanques peó · e2 blanques dama · g2 blanques peó · h2 blanques peó · a1 blanques torre · f1 blanques torre · g1 blanques rei | a8 negres torre · f8 negres torre · g8 negres rei · b7 negres alfil · e7 negres alfil · f7 negres peó · g7 negres peó · h7 negres peó · a6 negres peó · b6 negres peó · c6 negres dama · e6 negres peó · c5 negres peó · d5 negres peó · e5 blanques alfil · h5 negres cavall · f4 blanques peó · b3 blanques peó · d3 blanques alfil · e3 blanques peó · a2 blanques peó · c2 blanques peó · d2 blanques peó · e2 blanques dama · g2 blanques peó · h2 blanques peó · a1 blanques torre · f1 blanques torre · g1 blanques rei | a8 negres torre · f8 negres torre · g8 negres rei · b7 negres alfil · e7 negres alfil · f7 negres peó · g7 negres peó · h7 negres peó · a6 negres peó · b6 negres peó · c6 negres dama · e6 negres peó · c5 negres peó · d5 negres peó · e5 blanques alfil · h5 negres cavall · f4 blanques peó · b3 blanques peó · d3 blanques alfil · e3 blanques peó · a2 blanques peó · c2 blanques peó · d2 blanques peó · e2 blanques dama · g2 blanques peó · h2 blanques peó · a1 blanques torre · f1 blanques torre · g1 blanques rei | 6 |
| 5 | a8 negres torre · f8 negres torre · g8 negres rei · b7 negres alfil · e7 negres alfil · f7 negres peó · g7 negres peó · h7 negres peó · a6 negres peó · b6 negres peó · c6 negres dama · e6 negres peó · c5 negres peó · d5 negres peó · e5 blanques alfil · h5 negres cavall · f4 blanques peó · b3 blanques peó · d3 blanques alfil · e3 blanques peó · a2 blanques peó · c2 blanques peó · d2 blanques peó · e2 blanques dama · g2 blanques peó · h2 blanques peó · a1 blanques torre · f1 blanques torre · g1 blanques rei | a8 negres torre · f8 negres torre · g8 negres rei · b7 negres alfil · e7 negres alfil · f7 negres peó · g7 negres peó · h7 negres peó · a6 negres peó · b6 negres peó · c6 negres dama · e6 negres peó · c5 negres peó · d5 negres peó · e5 blanques alfil · h5 negres cavall · f4 blanques peó · b3 blanques peó · d3 blanques alfil · e3 blanques peó · a2 blanques peó · c2 blanques peó · d2 blanques peó · e2 blanques dama · g2 blanques peó · h2 blanques peó · a1 blanques torre · f1 blanques torre · g1 blanques rei | a8 negres torre · f8 negres torre · g8 negres rei · b7 negres alfil · e7 negres alfil · f7 negres peó · g7 negres peó · h7 negres peó · a6 negres peó · b6 negres peó · c6 negres dama · e6 negres peó · c5 negres peó · d5 negres peó · e5 blanques alfil · h5 negres cavall · f4 blanques peó · b3 blanques peó · d3 blanques alfil · e3 blanques peó · a2 blanques peó · c2 blanques peó · d2 blanques peó · e2 blanques dama · g2 blanques peó · h2 blanques peó · a1 blanques torre · f1 blanques torre · g1 blanques rei | a8 negres torre · f8 negres torre · g8 negres rei · b7 negres alfil · e7 negres alfil · f7 negres peó · g7 negres peó · h7 negres peó · a6 negres peó · b6 negres peó · c6 negres dama · e6 negres peó · c5 negres peó · d5 negres peó · e5 blanques alfil · h5 negres cavall · f4 blanques peó · b3 blanques peó · d3 blanques alfil · e3 blanques peó · a2 blanques peó · c2 blanques peó · d2 blanques peó · e2 blanques dama · g2 blanques peó · h2 blanques peó · a1 blanques torre · f1 blanques torre · g1 blanques rei | a8 negres torre · f8 negres torre · g8 negres rei · b7 negres alfil · e7 negres alfil · f7 negres peó · g7 negres peó · h7 negres peó · a6 negres peó · b6 negres peó · c6 negres dama · e6 negres peó · c5 negres peó · d5 negres peó · e5 blanques alfil · h5 negres cavall · f4 blanques peó · b3 blanques peó · d3 blanques alfil · e3 blanques peó · a2 blanques peó · c2 blanques peó · d2 blanques peó · e2 blanques dama · g2 blanques peó · h2 blanques peó · a1 blanques torre · f1 blanques torre · g1 blanques rei | a8 negres torre · f8 negres torre · g8 negres rei · b7 negres alfil · e7 negres alfil · f7 negres peó · g7 negres peó · h7 negres peó · a6 negres peó · b6 negres peó · c6 negres dama · e6 negres peó · c5 negres peó · d5 negres peó · e5 blanques alfil · h5 negres cavall · f4 blanques peó · b3 blanques peó · d3 blanques alfil · e3 blanques peó · a2 blanques peó · c2 blanques peó · d2 blanques peó · e2 blanques dama · g2 blanques peó · h2 blanques peó · a1 blanques torre · f1 blanques torre · g1 blanques rei | a8 negres torre · f8 negres torre · g8 negres rei · b7 negres alfil · e7 negres alfil · f7 negres peó · g7 negres peó · h7 negres peó · a6 negres peó · b6 negres peó · c6 negres dama · e6 negres peó · c5 negres peó · d5 negres peó · e5 blanques alfil · h5 negres cavall · f4 blanques peó · b3 blanques peó · d3 blanques alfil · e3 blanques peó · a2 blanques peó · c2 blanques peó · d2 blanques peó · e2 blanques dama · g2 blanques peó · h2 blanques peó · a1 blanques torre · f1 blanques torre · g1 blanques rei | a8 negres torre · f8 negres torre · g8 negres rei · b7 negres alfil · e7 negres alfil · f7 negres peó · g7 negres peó · h7 negres peó · a6 negres peó · b6 negres peó · c6 negres dama · e6 negres peó · c5 negres peó · d5 negres peó · e5 blanques alfil · h5 negres cavall · f4 blanques peó · b3 blanques peó · d3 blanques alfil · e3 blanques peó · a2 blanques peó · c2 blanques peó · d2 blanques peó · e2 blanques dama · g2 blanques peó · h2 blanques peó · a1 blanques torre · f1 blanques torre · g1 blanques rei | 5 |
| 4 | a8 negres torre · f8 negres torre · g8 negres rei · b7 negres alfil · e7 negres alfil · f7 negres peó · g7 negres peó · h7 negres peó · a6 negres peó · b6 negres peó · c6 negres dama · e6 negres peó · c5 negres peó · d5 negres peó · e5 blanques alfil · h5 negres cavall · f4 blanques peó · b3 blanques peó · d3 blanques alfil · e3 blanques peó · a2 blanques peó · c2 blanques peó · d2 blanques peó · e2 blanques dama · g2 blanques peó · h2 blanques peó · a1 blanques torre · f1 blanques torre · g1 blanques rei | a8 negres torre · f8 negres torre · g8 negres rei · b7 negres alfil · e7 negres alfil · f7 negres peó · g7 negres peó · h7 negres peó · a6 negres peó · b6 negres peó · c6 negres dama · e6 negres peó · c5 negres peó · d5 negres peó · e5 blanques alfil · h5 negres cavall · f4 blanques peó · b3 blanques peó · d3 blanques alfil · e3 blanques peó · a2 blanques peó · c2 blanques peó · d2 blanques peó · e2 blanques dama · g2 blanques peó · h2 blanques peó · a1 blanques torre · f1 blanques torre · g1 blanques rei | a8 negres torre · f8 negres torre · g8 negres rei · b7 negres alfil · e7 negres alfil · f7 negres peó · g7 negres peó · h7 negres peó · a6 negres peó · b6 negres peó · c6 negres dama · e6 negres peó · c5 negres peó · d5 negres peó · e5 blanques alfil · h5 negres cavall · f4 blanques peó · b3 blanques peó · d3 blanques alfil · e3 blanques peó · a2 blanques peó · c2 blanques peó · d2 blanques peó · e2 blanques dama · g2 blanques peó · h2 blanques peó · a1 blanques torre · f1 blanques torre · g1 blanques rei | a8 negres torre · f8 negres torre · g8 negres rei · b7 negres alfil · e7 negres alfil · f7 negres peó · g7 negres peó · h7 negres peó · a6 negres peó · b6 negres peó · c6 negres dama · e6 negres peó · c5 negres peó · d5 negres peó · e5 blanques alfil · h5 negres cavall · f4 blanques peó · b3 blanques peó · d3 blanques alfil · e3 blanques peó · a2 blanques peó · c2 blanques peó · d2 blanques peó · e2 blanques dama · g2 blanques peó · h2 blanques peó · a1 blanques torre · f1 blanques torre · g1 blanques rei | a8 negres torre · f8 negres torre · g8 negres rei · b7 negres alfil · e7 negres alfil · f7 negres peó · g7 negres peó · h7 negres peó · a6 negres peó · b6 negres peó · c6 negres dama · e6 negres peó · c5 negres peó · d5 negres peó · e5 blanques alfil · h5 negres cavall · f4 blanques peó · b3 blanques peó · d3 blanques alfil · e3 blanques peó · a2 blanques peó · c2 blanques peó · d2 blanques peó · e2 blanques dama · g2 blanques peó · h2 blanques peó · a1 blanques torre · f1 blanques torre · g1 blanques rei | a8 negres torre · f8 negres torre · g8 negres rei · b7 negres alfil · e7 negres alfil · f7 negres peó · g7 negres peó · h7 negres peó · a6 negres peó · b6 negres peó · c6 negres dama · e6 negres peó · c5 negres peó · d5 negres peó · e5 blanques alfil · h5 negres cavall · f4 blanques peó · b3 blanques peó · d3 blanques alfil · e3 blanques peó · a2 blanques peó · c2 blanques peó · d2 blanques peó · e2 blanques dama · g2 blanques peó · h2 blanques peó · a1 blanques torre · f1 blanques torre · g1 blanques rei | a8 negres torre · f8 negres torre · g8 negres rei · b7 negres alfil · e7 negres alfil · f7 negres peó · g7 negres peó · h7 negres peó · a6 negres peó · b6 negres peó · c6 negres dama · e6 negres peó · c5 negres peó · d5 negres peó · e5 blanques alfil · h5 negres cavall · f4 blanques peó · b3 blanques peó · d3 blanques alfil · e3 blanques peó · a2 blanques peó · c2 blanques peó · d2 blanques peó · e2 blanques dama · g2 blanques peó · h2 blanques peó · a1 blanques torre · f1 blanques torre · g1 blanques rei | a8 negres torre · f8 negres torre · g8 negres rei · b7 negres alfil · e7 negres alfil · f7 negres peó · g7 negres peó · h7 negres peó · a6 negres peó · b6 negres peó · c6 negres dama · e6 negres peó · c5 negres peó · d5 negres peó · e5 blanques alfil · h5 negres cavall · f4 blanques peó · b3 blanques peó · d3 blanques alfil · e3 blanques peó · a2 blanques peó · c2 blanques peó · d2 blanques peó · e2 blanques dama · g2 blanques peó · h2 blanques peó · a1 blanques torre · f1 blanques torre · g1 blanques rei | 4 |
| 3 | a8 negres torre · f8 negres torre · g8 negres rei · b7 negres alfil · e7 negres alfil · f7 negres peó · g7 negres peó · h7 negres peó · a6 negres peó · b6 negres peó · c6 negres dama · e6 negres peó · c5 negres peó · d5 negres peó · e5 blanques alfil · h5 negres cavall · f4 blanques peó · b3 blanques peó · d3 blanques alfil · e3 blanques peó · a2 blanques peó · c2 blanques peó · d2 blanques peó · e2 blanques dama · g2 blanques peó · h2 blanques peó · a1 blanques torre · f1 blanques torre · g1 blanques rei | a8 negres torre · f8 negres torre · g8 negres rei · b7 negres alfil · e7 negres alfil · f7 negres peó · g7 negres peó · h7 negres peó · a6 negres peó · b6 negres peó · c6 negres dama · e6 negres peó · c5 negres peó · d5 negres peó · e5 blanques alfil · h5 negres cavall · f4 blanques peó · b3 blanques peó · d3 blanques alfil · e3 blanques peó · a2 blanques peó · c2 blanques peó · d2 blanques peó · e2 blanques dama · g2 blanques peó · h2 blanques peó · a1 blanques torre · f1 blanques torre · g1 blanques rei | a8 negres torre · f8 negres torre · g8 negres rei · b7 negres alfil · e7 negres alfil · f7 negres peó · g7 negres peó · h7 negres peó · a6 negres peó · b6 negres peó · c6 negres dama · e6 negres peó · c5 negres peó · d5 negres peó · e5 blanques alfil · h5 negres cavall · f4 blanques peó · b3 blanques peó · d3 blanques alfil · e3 blanques peó · a2 blanques peó · c2 blanques peó · d2 blanques peó · e2 blanques dama · g2 blanques peó · h2 blanques peó · a1 blanques torre · f1 blanques torre · g1 blanques rei | a8 negres torre · f8 negres torre · g8 negres rei · b7 negres alfil · e7 negres alfil · f7 negres peó · g7 negres peó · h7 negres peó · a6 negres peó · b6 negres peó · c6 negres dama · e6 negres peó · c5 negres peó · d5 negres peó · e5 blanques alfil · h5 negres cavall · f4 blanques peó · b3 blanques peó · d3 blanques alfil · e3 blanques peó · a2 blanques peó · c2 blanques peó · d2 blanques peó · e2 blanques dama · g2 blanques peó · h2 blanques peó · a1 blanques torre · f1 blanques torre · g1 blanques rei | a8 negres torre · f8 negres torre · g8 negres rei · b7 negres alfil · e7 negres alfil · f7 negres peó · g7 negres peó · h7 negres peó · a6 negres peó · b6 negres peó · c6 negres dama · e6 negres peó · c5 negres peó · d5 negres peó · e5 blanques alfil · h5 negres cavall · f4 blanques peó · b3 blanques peó · d3 blanques alfil · e3 blanques peó · a2 blanques peó · c2 blanques peó · d2 blanques peó · e2 blanques dama · g2 blanques peó · h2 blanques peó · a1 blanques torre · f1 blanques torre · g1 blanques rei | a8 negres torre · f8 negres torre · g8 negres rei · b7 negres alfil · e7 negres alfil · f7 negres peó · g7 negres peó · h7 negres peó · a6 negres peó · b6 negres peó · c6 negres dama · e6 negres peó · c5 negres peó · d5 negres peó · e5 blanques alfil · h5 negres cavall · f4 blanques peó · b3 blanques peó · d3 blanques alfil · e3 blanques peó · a2 blanques peó · c2 blanques peó · d2 blanques peó · e2 blanques dama · g2 blanques peó · h2 blanques peó · a1 blanques torre · f1 blanques torre · g1 blanques rei | a8 negres torre · f8 negres torre · g8 negres rei · b7 negres alfil · e7 negres alfil · f7 negres peó · g7 negres peó · h7 negres peó · a6 negres peó · b6 negres peó · c6 negres dama · e6 negres peó · c5 negres peó · d5 negres peó · e5 blanques alfil · h5 negres cavall · f4 blanques peó · b3 blanques peó · d3 blanques alfil · e3 blanques peó · a2 blanques peó · c2 blanques peó · d2 blanques peó · e2 blanques dama · g2 blanques peó · h2 blanques peó · a1 blanques torre · f1 blanques torre · g1 blanques rei | a8 negres torre · f8 negres torre · g8 negres rei · b7 negres alfil · e7 negres alfil · f7 negres peó · g7 negres peó · h7 negres peó · a6 negres peó · b6 negres peó · c6 negres dama · e6 negres peó · c5 negres peó · d5 negres peó · e5 blanques alfil · h5 negres cavall · f4 blanques peó · b3 blanques peó · d3 blanques alfil · e3 blanques peó · a2 blanques peó · c2 blanques peó · d2 blanques peó · e2 blanques dama · g2 blanques peó · h2 blanques peó · a1 blanques torre · f1 blanques torre · g1 blanques rei | 3 |
| 2 | a8 negres torre · f8 negres torre · g8 negres rei · b7 negres alfil · e7 negres alfil · f7 negres peó · g7 negres peó · h7 negres peó · a6 negres peó · b6 negres peó · c6 negres dama · e6 negres peó · c5 negres peó · d5 negres peó · e5 blanques alfil · h5 negres cavall · f4 blanques peó · b3 blanques peó · d3 blanques alfil · e3 blanques peó · a2 blanques peó · c2 blanques peó · d2 blanques peó · e2 blanques dama · g2 blanques peó · h2 blanques peó · a1 blanques torre · f1 blanques torre · g1 blanques rei | a8 negres torre · f8 negres torre · g8 negres rei · b7 negres alfil · e7 negres alfil · f7 negres peó · g7 negres peó · h7 negres peó · a6 negres peó · b6 negres peó · c6 negres dama · e6 negres peó · c5 negres peó · d5 negres peó · e5 blanques alfil · h5 negres cavall · f4 blanques peó · b3 blanques peó · d3 blanques alfil · e3 blanques peó · a2 blanques peó · c2 blanques peó · d2 blanques peó · e2 blanques dama · g2 blanques peó · h2 blanques peó · a1 blanques torre · f1 blanques torre · g1 blanques rei | a8 negres torre · f8 negres torre · g8 negres rei · b7 negres alfil · e7 negres alfil · f7 negres peó · g7 negres peó · h7 negres peó · a6 negres peó · b6 negres peó · c6 negres dama · e6 negres peó · c5 negres peó · d5 negres peó · e5 blanques alfil · h5 negres cavall · f4 blanques peó · b3 blanques peó · d3 blanques alfil · e3 blanques peó · a2 blanques peó · c2 blanques peó · d2 blanques peó · e2 blanques dama · g2 blanques peó · h2 blanques peó · a1 blanques torre · f1 blanques torre · g1 blanques rei | a8 negres torre · f8 negres torre · g8 negres rei · b7 negres alfil · e7 negres alfil · f7 negres peó · g7 negres peó · h7 negres peó · a6 negres peó · b6 negres peó · c6 negres dama · e6 negres peó · c5 negres peó · d5 negres peó · e5 blanques alfil · h5 negres cavall · f4 blanques peó · b3 blanques peó · d3 blanques alfil · e3 blanques peó · a2 blanques peó · c2 blanques peó · d2 blanques peó · e2 blanques dama · g2 blanques peó · h2 blanques peó · a1 blanques torre · f1 blanques torre · g1 blanques rei | a8 negres torre · f8 negres torre · g8 negres rei · b7 negres alfil · e7 negres alfil · f7 negres peó · g7 negres peó · h7 negres peó · a6 negres peó · b6 negres peó · c6 negres dama · e6 negres peó · c5 negres peó · d5 negres peó · e5 blanques alfil · h5 negres cavall · f4 blanques peó · b3 blanques peó · d3 blanques alfil · e3 blanques peó · a2 blanques peó · c2 blanques peó · d2 blanques peó · e2 blanques dama · g2 blanques peó · h2 blanques peó · a1 blanques torre · f1 blanques torre · g1 blanques rei | a8 negres torre · f8 negres torre · g8 negres rei · b7 negres alfil · e7 negres alfil · f7 negres peó · g7 negres peó · h7 negres peó · a6 negres peó · b6 negres peó · c6 negres dama · e6 negres peó · c5 negres peó · d5 negres peó · e5 blanques alfil · h5 negres cavall · f4 blanques peó · b3 blanques peó · d3 blanques alfil · e3 blanques peó · a2 blanques peó · c2 blanques peó · d2 blanques peó · e2 blanques dama · g2 blanques peó · h2 blanques peó · a1 blanques torre · f1 blanques torre · g1 blanques rei | a8 negres torre · f8 negres torre · g8 negres rei · b7 negres alfil · e7 negres alfil · f7 negres peó · g7 negres peó · h7 negres peó · a6 negres peó · b6 negres peó · c6 negres dama · e6 negres peó · c5 negres peó · d5 negres peó · e5 blanques alfil · h5 negres cavall · f4 blanques peó · b3 blanques peó · d3 blanques alfil · e3 blanques peó · a2 blanques peó · c2 blanques peó · d2 blanques peó · e2 blanques dama · g2 blanques peó · h2 blanques peó · a1 blanques torre · f1 blanques torre · g1 blanques rei | a8 negres torre · f8 negres torre · g8 negres rei · b7 negres alfil · e7 negres alfil · f7 negres peó · g7 negres peó · h7 negres peó · a6 negres peó · b6 negres peó · c6 negres dama · e6 negres peó · c5 negres peó · d5 negres peó · e5 blanques alfil · h5 negres cavall · f4 blanques peó · b3 blanques peó · d3 blanques alfil · e3 blanques peó · a2 blanques peó · c2 blanques peó · d2 blanques peó · e2 blanques dama · g2 blanques peó · h2 blanques peó · a1 blanques torre · f1 blanques torre · g1 blanques rei | 2 |
| 1 | a8 negres torre · f8 negres torre · g8 negres rei · b7 negres alfil · e7 negres alfil · f7 negres peó · g7 negres peó · h7 negres peó · a6 negres peó · b6 negres peó · c6 negres dama · e6 negres peó · c5 negres peó · d5 negres peó · e5 blanques alfil · h5 negres cavall · f4 blanques peó · b3 blanques peó · d3 blanques alfil · e3 blanques peó · a2 blanques peó · c2 blanques peó · d2 blanques peó · e2 blanques dama · g2 blanques peó · h2 blanques peó · a1 blanques torre · f1 blanques torre · g1 blanques rei | a8 negres torre · f8 negres torre · g8 negres rei · b7 negres alfil · e7 negres alfil · f7 negres peó · g7 negres peó · h7 negres peó · a6 negres peó · b6 negres peó · c6 negres dama · e6 negres peó · c5 negres peó · d5 negres peó · e5 blanques alfil · h5 negres cavall · f4 blanques peó · b3 blanques peó · d3 blanques alfil · e3 blanques peó · a2 blanques peó · c2 blanques peó · d2 blanques peó · e2 blanques dama · g2 blanques peó · h2 blanques peó · a1 blanques torre · f1 blanques torre · g1 blanques rei | a8 negres torre · f8 negres torre · g8 negres rei · b7 negres alfil · e7 negres alfil · f7 negres peó · g7 negres peó · h7 negres peó · a6 negres peó · b6 negres peó · c6 negres dama · e6 negres peó · c5 negres peó · d5 negres peó · e5 blanques alfil · h5 negres cavall · f4 blanques peó · b3 blanques peó · d3 blanques alfil · e3 blanques peó · a2 blanques peó · c2 blanques peó · d2 blanques peó · e2 blanques dama · g2 blanques peó · h2 blanques peó · a1 blanques torre · f1 blanques torre · g1 blanques rei | a8 negres torre · f8 negres torre · g8 negres rei · b7 negres alfil · e7 negres alfil · f7 negres peó · g7 negres peó · h7 negres peó · a6 negres peó · b6 negres peó · c6 negres dama · e6 negres peó · c5 negres peó · d5 negres peó · e5 blanques alfil · h5 negres cavall · f4 blanques peó · b3 blanques peó · d3 blanques alfil · e3 blanques peó · a2 blanques peó · c2 blanques peó · d2 blanques peó · e2 blanques dama · g2 blanques peó · h2 blanques peó · a1 blanques torre · f1 blanques torre · g1 blanques rei | a8 negres torre · f8 negres torre · g8 negres rei · b7 negres alfil · e7 negres alfil · f7 negres peó · g7 negres peó · h7 negres peó · a6 negres peó · b6 negres peó · c6 negres dama · e6 negres peó · c5 negres peó · d5 negres peó · e5 blanques alfil · h5 negres cavall · f4 blanques peó · b3 blanques peó · d3 blanques alfil · e3 blanques peó · a2 blanques peó · c2 blanques peó · d2 blanques peó · e2 blanques dama · g2 blanques peó · h2 blanques peó · a1 blanques torre · f1 blanques torre · g1 blanques rei | a8 negres torre · f8 negres torre · g8 negres rei · b7 negres alfil · e7 negres alfil · f7 negres peó · g7 negres peó · h7 negres peó · a6 negres peó · b6 negres peó · c6 negres dama · e6 negres peó · c5 negres peó · d5 negres peó · e5 blanques alfil · h5 negres cavall · f4 blanques peó · b3 blanques peó · d3 blanques alfil · e3 blanques peó · a2 blanques peó · c2 blanques peó · d2 blanques peó · e2 blanques dama · g2 blanques peó · h2 blanques peó · a1 blanques torre · f1 blanques torre · g1 blanques rei | a8 negres torre · f8 negres torre · g8 negres rei · b7 negres alfil · e7 negres alfil · f7 negres peó · g7 negres peó · h7 negres peó · a6 negres peó · b6 negres peó · c6 negres dama · e6 negres peó · c5 negres peó · d5 negres peó · e5 blanques alfil · h5 negres cavall · f4 blanques peó · b3 blanques peó · d3 blanques alfil · e3 blanques peó · a2 blanques peó · c2 blanques peó · d2 blanques peó · e2 blanques dama · g2 blanques peó · h2 blanques peó · a1 blanques torre · f1 blanques torre · g1 blanques rei | a8 negres torre · f8 negres torre · g8 negres rei · b7 negres alfil · e7 negres alfil · f7 negres peó · g7 negres peó · h7 negres peó · a6 negres peó · b6 negres peó · c6 negres dama · e6 negres peó · c5 negres peó · d5 negres peó · e5 blanques alfil · h5 negres cavall · f4 blanques peó · b3 blanques peó · d3 blanques alfil · e3 blanques peó · a2 blanques peó · c2 blanques peó · d2 blanques peó · e2 blanques dama · g2 blanques peó · h2 blanques peó · a1 blanques torre · f1 blanques torre · g1 blanques rei | 1 |
|   | a | b | c | d | e | f | g | h |   |

1.f4 d5 2.e3 Cf6 3.b3 e6 4.Ab2 Ae7 5.Ad3 b6 6.Cc3 Ab7 7.Cf3 Cbd7 8.O-O O-O 9.Ce2 c5 10.Cg3 Dc7 11.Ce5 Cxe5 12.Axe5 Dc6 13.De2 a6?? 14.Ch5 Cxh5 (vegeu el diagrama)
13...a6 és un error fatal. 13...g6 podria donar a les negres una sòlida igualtat. En lloc d'això, aquest error permet que en Lasker executi un doble sacrifici d'alfil, que acaba guanyant material, i finalment, la partida, de manera forçada.
15.Axh7+ Rxh7 16.Dxh5+ Rg8 17.Axg7 Rxg7
Rebutjar el segon alfil no salva les negres: 17...f5 perd per 18.Ae5 Tf6 19.Tf3 amb Tg3 a continuació, i 17...f6 perd a causa de 18.Ah6.
18.Dg4+ Rh7 19.Tf3
Les negres han de lliurar la dama per evitar el mat.
19...e5 20.Th3+ Dh6 21.Txh6+ Rxh6 22.Dd7
Si no fos per aquesta jugada, enforquillant els dos alfils, les negres tindrien adequada compensació per la dama, però ara en Lasker té un avantatge material decisiu, el qual converteix en victòria.
22...Af6 23.Dxb7 Rg7 24.Tf1 Tab8 25.Dd7 Tfd8 26.Dg4+ Rf8 27.fxe5 Ag7 28.e6 Tb7 29.Dg6 f6 30.Txf6+ Axf6 31.Dxf6+ Re8 32.Dh8+ Re7 33.Dg7+ Rxe6 34. Dxb7 Td6 35. Dxa6 d4 36. exd4 cxd4 37. h4 d3 38. Dxd3 les negres abandonen (Hooper & Whyld 1992) (sota "Bauer").